# Pinhal Grande
Pinhal Grande är en kommun i Brasilien.   Den ligger i delstaten Rio Grande do Sul, i den södra delen av landet, 1 600 km söder om huvudstaden Brasília. Antalet invånare är 4 471.
Trakten runt Pinhal Grande består till största delen av jordbruksmark. Runt Pinhal Grande är det glesbefolkat, med 18 invånare per kvadratkilometer.